# Jardim Nova Esperança
Jardim Nova Esperança é um bairro localizado no município de Goiânia, capital de Goiás, na região noroeste da cidade. A maior parte da população é de média e baixa renda. Sua história iniciou-se com a invasão de uma propriedade rural (Fazenda Caveiras), ocorrida em 1979.
Segundo dados do censo do IBGE em 2010, é o décimo quinto bairro mais populoso do município, contando uma aglomeração de cerca de quinze mil pessoas.
O bairro está entre os mais violentos da capital em números absolutos em diversos anos.